# Marcel Schmidt
Marcel Schmidt (Haarlem, 16 juni 1958) is een Nederlands drummer. Verder is hij nachtburgemeester van Haarlem en uitgever van onder meer de UITkrant Haarlem.

## Levensloop
Schmidt begon zijn muziekloopbaan op zijn veertiende bij de band Speed en vertrok in 1978 voor anderhalf jaar naar de Verenigde Staten. Terug in Nederland speelde hij bij diverse formaties, zoals de Simpelband, de IJsbrekers, De Gigantjes, Grin, Gotcha!, Neo Punkz, en nog vele andere bands. 
Speelde vijblijvend of als losse projecten met o.m. Freek de Jonge, Herman Brood, Jan Akkerman, Freddie Cavalli, Kamagurka. Met Kamagurka maakte hij een cd.
Eind jaren negentig drumde hij bij De Raggende Manne. Met bassist Dicky Schulte Nordholt bleef hij samenspelen, ook na het stoppen van De Raggende Manne, met onder meer gitarist Arnold Smits bij The Invisible Girls en bij Etna Vesuvia & The Blue Flames.
Begin jaren 2000 speelde Schmidt bij de formatie Koud Goud, waar mede vanwege de dood van Schulte Nordholt de gemaakte CD nooit uitkram. Sinds 2010 speelt hij voor de coverband Fox & The Mayors, waar onder meer ook burgemeester van Haarlem Bernt Schneiders speelt.